# Herbert Behrens (homme politique)
Herbert Behrens (né le 30 mai 1954 à Osterholz-Scharmbeck) est un homme politique allemand.